# Black Emanuelle en Amérique
Série Black Emanuelle
La Possédée du vice
(1976) Emanuelle autour du monde
(1977)
Pour plus de détails, voir Fiche technique et Distribution.
Black Emanuelle en Amérique (Emanuelle in America) est un film italien de Joe D'Amato, sorti en 1977.
Il s'agit du troisième film de la série Emanuelle nera, et le second réalisé par Joe D'Amato.
Ce film est le plus choquant quant à son contenu par l'utilisation du snuff movie présent par morceau au milieu du film et en totalité vers la fin.

## Synopsis
Mae Jordan, dite  Emanuelle, est une reporter-photographe métisse voyageant à travers le monde à la recherche de scoops pour la revue qui l'emploie.
De retour à New York, elle s'infiltre dans le harem du milliardaire  Van Darren. Après ce scoop qui lui vaut les félicitations de son directeur, Emanuelle est envoyée à Venise, dans le palais d'un duc ami de Van Darren, où elle participe à une fête spéciale, puis repart pour un « reportage » dans un club sur une île des Caraïbes où elle prend en photo d'étranges personnages s'adonnant à des rites spéciaux, découvrant entre autres un refuge pour femmes aisées.
Ensuite, en Amérique du Sud, elle assiste à des snuff movies montrant la torture d'un groupe de jeunes filles par des militaires sous le regard d'un homme politique sadique. Ici, Emanuelle est découverte et, sous la menace, doit remettre les pellicules.
De retour à New York, Emanuelle note sur un journal la photographie d'une femme disparue qu'elle a vue au club des Caraïbes. Avec l'aide d'un ancien policier et de tous ses atouts, elle s'évertue à résoudre l’énigme. À la fin, Emanuelle se rend en Afrique, où elle participe à une fête et est choisie comme épouse par un prince, mais avant le mariage, elle fuit vers de nouvelles aventures...

## Fiche technique
- Titre français : Black Emanuelle en Amérique[2]
- Titre original : Emanuelle in America
- Réalisation : Joe D'Amato
- Scénario et histoire : Maria Pia Fusco, Piero Vivarelli, Ottavio Alessi
- Directeur de la photographie : Joe D'Amato
- Scénographe : Marco Dentici, Enrico Luzzi
- Montage : Vincenzo Tomassi
- Musique : Nico Fidenco
- Costumes : Luciana Marinucci
- Effets spéciaux : Giannetto De Rossi
- Producteur : Fabrizio De Angelis
- Maison de production : New Film Production, Krystal Film
- Genre : Film pornographique - film érotique
- Pays :  Italie
- Durée : 90 minutes ou 100 minutes (version porno)
- Date de sortie :
  -  Italie : 1977
  -  France : 1er septembre 1982

## Distribution
- Laura Gemser : Emanuelle
- Gabriele Tinti : Alfredo Elvize, duc de Mont'Elba
- Roger Brown : sénateur
- Riccardo Salvino: Bill
- Lars Bloch : Eric Van Darren
- Paola Senatore : Laura Elvize
- Maria Pia Regoli : Diana Smith
- Giulio Bianchi : Tony
- Efrem Appel : Joe
- Stefania Nocini : Janet
- Lorraine De Selle : Gemini (non créditée)
- Marina Frajese : femme sur la plage
- Rick Martino : le gigolò
- Vittorio Ripamonti : un notable la Party de Venezia

## Production

### Tournage
Le film a été tourné à Venise.

### Diffusion
Le film est sorti en Italie dans sa version soft et à l'étranger dans une version hard. Les scènes hard sont tournées par les acteurs du porno Marina Frajese et Rick Martino. En 2004 la version hard DVD est sortie en Italie .
Le film est sorti en France sous le titre Black Emanuelle en Amérique, en Allemagne de l'Ouest comme Black Emanuelle - Stunden wilder Lust et aux États-Unis comme Emanuelle around the world